# Zingeria trichopoda
Zingeria trichopoda là một loài thực vật có hoa trong họ Hòa thảo. Loài này được (Boiss.) P.A.Smirn. miêu tả khoa học đầu tiên năm 1946.